# Symfonie nr. 2 (Sallinen)
Aulis Sallinen componeerde zijn Symfonie nr. 2 in 1972.

## Geschiedenis
Het werk is geschreven in opdracht van de Norrköpings muziekvereniging, dat verbonden is aan het Norrköpings Symfoniorkester. De werktitel luidde Symfonische dialoog voor solo percussionist en orkest; deze titel werd later omgebogen naar de subtitel van Symfonie nr. 2 van deze componist. Bijkomend effect was dat Sinfonia uit 1971 een nummer kreeg toegevoegd. Deze tweede symfonie is geschreven voor percussionist Rainer Kuisma, die dan ook de première verzorgde in Norrköping, met genoemd orkest op 25 februari 1973. Okko Kamu, muzikale vriend van de componist, stond op de bok.

## Muziek
De tweede symfonie bestaat net als zijn eerste symfonie uit maar één deel. Wel wordt halverwege een verschil in tempo voorgeschreven Tempo piu tranquillo (tempo iets langzamer), maar dat verschil is nauwelijks waarneembaar. De thema’s zijn direct duidelijk. De dalende toonladderachtige notenreeks wordt afgebroken door de güiro, probeert het opnieuw maar komt door de güiro wederom tot stilstand. Het tweede thema, een versierde notenreeks omhoog ondervindt hetzelfde lot. Na het gevecht om de symfonie op gang te krijgen, zet de cadens van de solist alles stil. Na die cadens proberen de thema’s al dan niet in een variatie de symfonie weer vlot te trekken. De voor Sallinen typische wals komt weer voorbij, net als een aantal fanfares.
In het geheel is deze symfonie veel rustiger dan zijn eerste symfonie, ook al lijkt dat niet logisch door de hoofdstem, een batterij aan slagwerkinstrumenten. De dalende notenlijn in het begin en haar gevolg zijn niet zo opdringerig als de thematiek van nummer 1, het blijft verontrustende muziek. Pas op het eind als de muziek langzaam wegsterft zijn beide, solist en orkest, uitgepraat.

## Orkestratie
Het orkest kent een kleinere samenstelling dan symfonie nr. 1:
- solist met marimba, vibrafoon, crotales, 3x tom-toms, bongos, tempelblokken, gongs, grote trom, kleine trom, een groot bekken, güiro en een grote tamtam
- 2 dwarsfluiten waaronder 1 piccolo, 2 hobo's, 2 klarinetten waaronder 1 basklarinet, 2 fagotten waaronder 1 contrafagot;
- 4 hoorns, 3 trompetten, 2 trombones, 1 tuba
- strijkers

## Discografie
- Uitgave BIS Records 511; Malmö Symfoni Orkester o.l.v. Okko Kamu met solist Gert Mortensen;
- Uitgave CPO: Staatsphilharmonie Rheinland-Pfalz o.l.v. Ari Rasilainen met solist Martin Orraryd.